# Arc alpin
Ne doit pas être confondu avec arc alpin (chaîne de montagnes).
- Centre des capitales
- Nouveaux Länder allemands
- Arc alpin
- Diagonale continentale
- Arc latin
- Méditerranée centrale
- Arc atlantique
- Régions de la mer du Nord
- Arc baltique

L’arc alpin est un espace décrit par la Commission européenne dans le rapport Coopération pour l’aménagement du territoire européen - Europe 2000 Plus. 
Le découpage adopté par la Commission dans ce rapport est une simple hypothèse de travail visant à faciliter les analyses et à mettre en évidence les dynamiques transnationales. La Commission ajoute, par ailleurs, que ce découpage ne vise pas à créer de « nouvelles super-régions européennes ».

## Définition

### Espaces concernés
Ce territoire comprend le centre-est de la France, le sud de l'Allemagne, le nord de l'Italie, l'Autriche et un territoire hors de l'Union : la Suisse.
L'espace comprend le « triangle industriel Turin-Milan-Gênes », l'Émilie-Romagne, Lyon et Grenoble.

## Sources

## Compléments